# Anastatus ashmeadi
Anastatus ashmeadi is een vliesvleugelig insect uit de familie Eupelmidae. De wetenschappelijke naam is voor het eerst geldig gepubliceerd in 1903 door Melander & Brues.